# 慈恵学園停留所
慈恵学園停留所（じけいがくえんていりゅうじょ）は、北海道札幌市南区にあった定山渓鉄道線の駅（停留所）である。

## 概要
1957年（昭和32年）に定山渓鉄道は東急の系列会社となり、その後不動産等の鉄道沿線開発に力を入れるようになる。その一環として沿線への学校の誘致が行われ、定山渓鉄道が土地約1万坪を寄付する形で、札幌慈恵女子高等学校（学校法人札幌慈恵学園が運営、現・札幌新陽高等学校）が1959年（昭和34年）4月に開校した。開校に合わせて通学生の利便のため学校の最寄りに設置されたのが本停留所である。

## 歴史
- 1959年（昭和34年）4月1日：開業[1]。
- 1969年（昭和44年）11月1日：定山渓鉄道線の廃線に伴い廃止[2]。

## 駅構造
単式ホーム1面1線の停留所であったが、広い待合室を備えた立派な駅舎を持ち、通学時間帯には駅員が配置されていた。定期券の販売も行われていたが、学生の増加に伴い混雑が激しくなり、学校への出張販売も行われていた。朝夕には当駅発着の学生専用電車も運行されていた。

## 駅周辺
札幌慈恵女子高等学校は駅から600 m程東側の丘の上にあった。駅開業後、急速に宅地化が進み、停留所周辺には学生相手の商店等もできた。定山渓鉄道線廃止後の札幌市営地下鉄南北線建設にあたっては、近隣住民から当停留所跡地への駅設置が期待されていたが実現せず、400 mほど南側に自衛隊前駅が設置されることとなった。
札幌慈恵女子高等学校は、1987年に札幌新陽高等学校と名称変更、男女共学となり現在も同地に所在する。

## 駅跡
駅舎は札幌市営地下鉄南北線自衛隊前駅より400 mほど北側にあった。駅跡には札幌市澄川児童会館と札幌市消防局南消防署澄川出張所が建つ。

## 隣の駅
定山渓鉄道
定山渓鉄道線
澄川駅 - 慈恵学園停留所 - 真駒内駅